# Dødsbugten
Dødsbugten (russisk: Бухта смерти) er en sovjetisk film fra 1926 af Abram Room.

## Medvirkende
- V. Jaroslavtsev som Ivan Razdolnyj
- A. Matsevitj som Nikolaj Razdolnyj
- Vasilij Ljudvinskij som Pavlik Razdolnyj
- Nikolaj Saltykov som Surkov